# Velká Polom
Velká Polom település Csehországban, Ostrava városi járásban. Velká Polom Háj ve Slezsku, Horní Lhota, Dolní Lhota, Ostrava, Hrabyně és Dobroslavice településekkel határos. Lakosainak száma 2146 fő (2024. január 1.).

## Népesség
A település lakosságának változását az alábbi diagram mutatja:
| Lakosok száma | 907  | 1125 | 1318 | 1357 | 1579 | 1861 | 2036 | 2065 | 1989 | 2146 |
|               | 1869 | 1900 | 1921 | 1961 | 1980 | 2011 | 2016 | 2019 | 2021 | 2024 |